# Chiesa di Santa Cecilia (Pisa)
La chiesa di Santa Cecilia di Pisa si trova in via Santa Cecilia nel quartiere di San Francesco.

## Storia e descrizione
Fondata verso il 1103 dai monaci Camaldolesi, fu consacrata nel 1107 e completata nel corso del XIII secolo. È stata ampiamente ricostruita dopo i danni della seconda guerra mondiale.
La struttura è in laterizio con basamento in pietra; è ad aula unica coperta a capanna ed è decorata da una bifora in facciata e da archetti sottotetto includenti bacini ceramici islamici e pisani del XIII secolo (copie; gli originali sono al Museo di San Matteo).
Caratteristico è il campanile in laterizio del 1236 con monofore e bifore, ma all'interno appoggiato su due pareti e una sola colonna. 
Sopra il portale di ingresso della chiesa una bifora che reca, al centro, stemmi della famiglia Agostini della Seta, patrona della chiesa.  
All'interno, Martirio di santa Cecilia di Ventura Salimbeni (1607), Cristo abbraccia san Camillo de Lellis attribuito a Giovanni Battista Tempesti e una Madonna col Bambino e san Filippo Neri di autore ignoto del XVII secolo.
Il tabernacolo marmoreo per gli oli santi è del XVI secolo. Sulla controfacciata una lapide ricorda la sepoltura in questa chiesa del pittore pisano Orazio Riminaldi.

## Galleria d'immagini

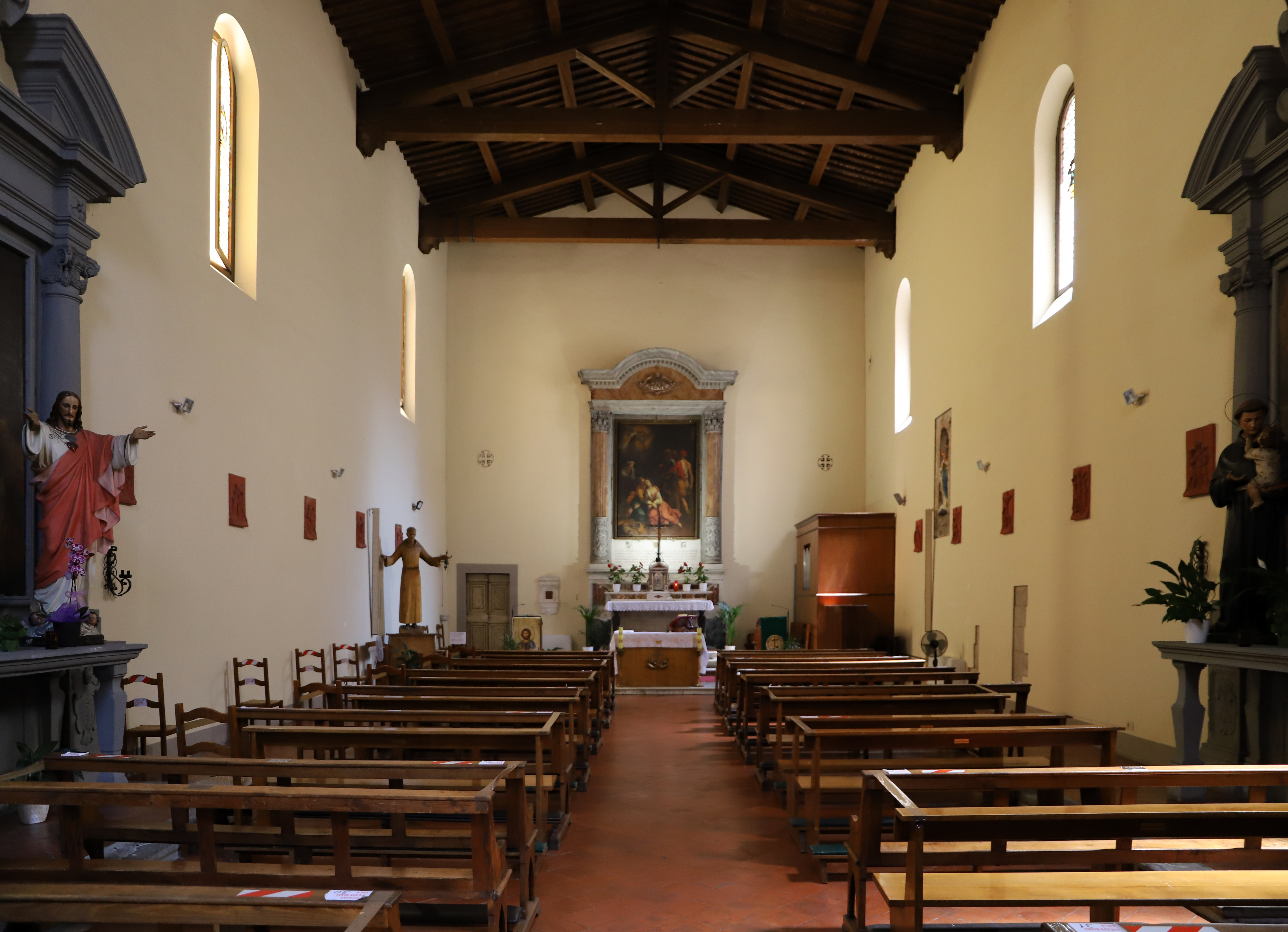
L'interno
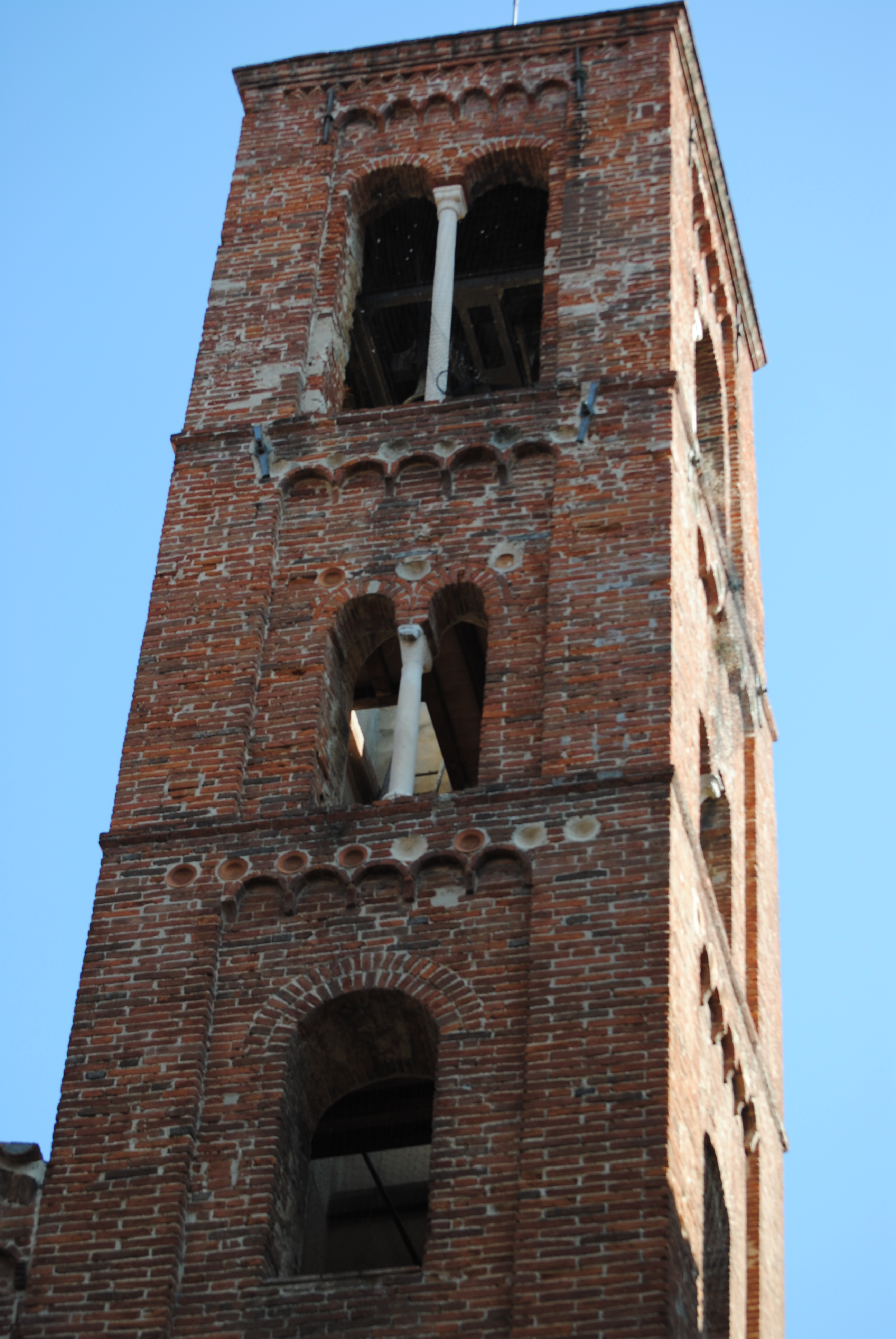
Il campanile
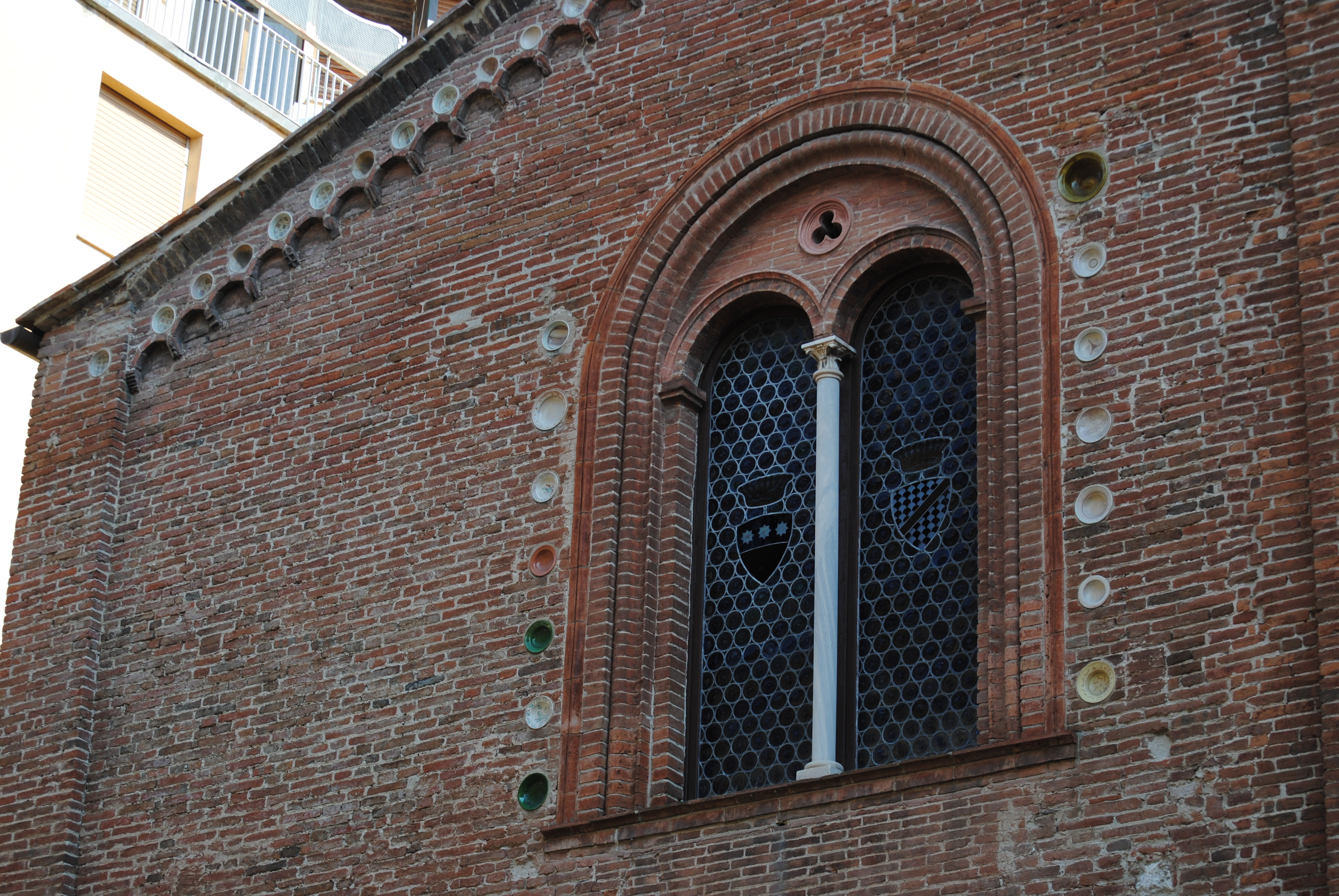
Decorazioni della facciata
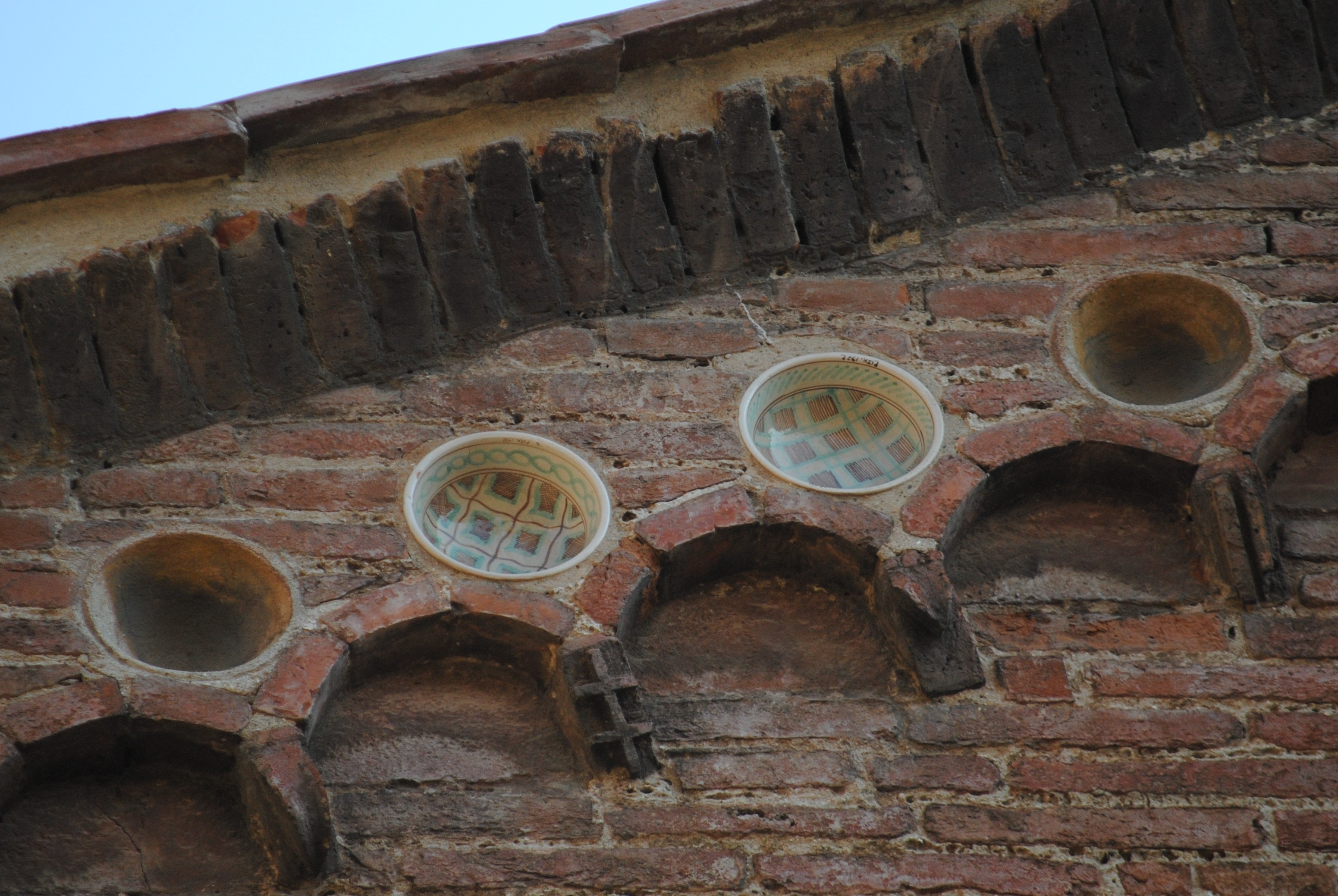
Dettaglio delle decorazioni con bacini ceramici sotto gli spioventi del tetto della facciata